# Laurent Clerc
Louis Laurent Marie Clerc (ur. 26 grudnia 1785 w La Balme-les-Grottes, zm. 18 lipca 1869 w Hartford) – francuski pedagog (surdopedagogika), pionier edukacji głuchoniemych w Stanach Zjednoczonych, twórca (wspólnie z Thomasem Gallaudetem) pierwszej w USA szkoły dla osób głuchych i niedosłyszących, Asylum for the Deaf and Dumb w Hartford (1817) i języka ASL, propagator kultury głuchych.

## Lata spędzone we Francji

### Dzieciństwo w La Balme-les-Grottes
Louis Laurent Marie Clerc urodził się w roku 1785 w La Balme-les-Grottes, w rodzinie, której przedstawiciele od XV w. zajmowali wysokie stanowiska w służbie królowi. Ojciec Laurenta, Joseph Francois, był królewskim adwokatem i sędzią pokoju, a w latach 178–1814 – burmistrzem ich miejscowości. Dziadek ze strony matki był sędzią.
Jako roczne dziecko Laurent spadł z wysokiego stołka obok rozgrzanej kuchni, doznając urazów wskutek uderzenia i oparzeń – pozostawiły trwałe blizny na twarzy i dłoniach. Po wypadku stwierdzono niepełnosprawność słuchu i węchu (nie było pewne, czy były to wady wrodzone, czy skutki urazu). Mimo rozmaitych zabiegów nie udało się sprawności przywrócić. Przez 11 lat chłopiec przebywał w domu i jego wiejskim otoczeniu. Nie opanował sztuki pisania ani innych systemów komunikacji.

### Institut national desjeunes sourds

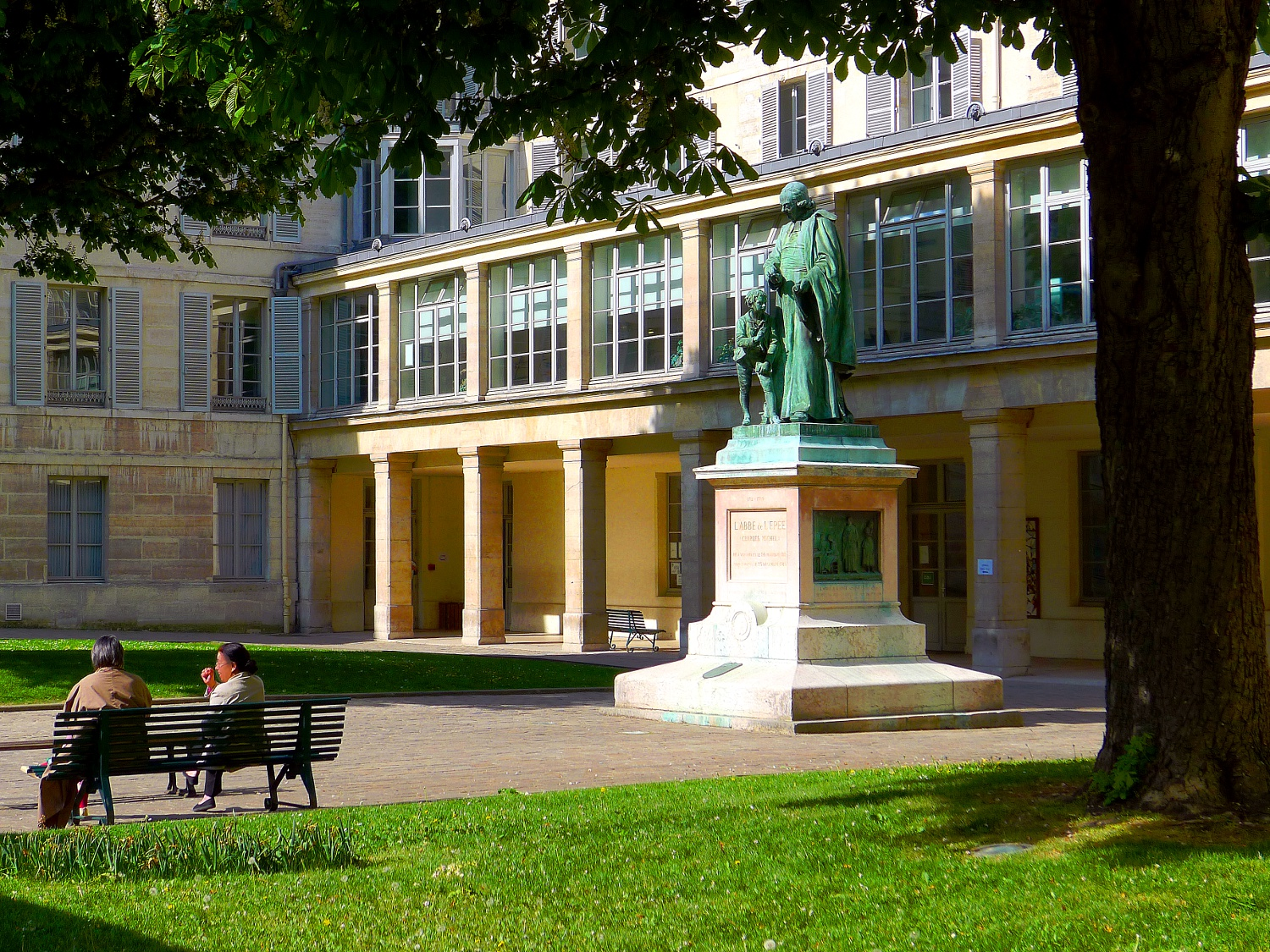
Institut national des jeunes sourds

Do przełomu w życiu Laurenta Clerca doszło w roku 1797 – w czasach panowania Dyrektoriatu, w roku bitwy pod Rivoli. W tym roku ojciec chrzestny 12-letniego Laurenta – wuj Laurent Clerc – zorganizował chrześniakowi wyjazd do Paryża, do pierwszej na świecie publicznej szkoły dla głuchoniemych (współcześnie L'Institut National de Jeunes Sourds de Paris). Szkołę założyli i kierowali nią dwaj wybitni twórcy francuskiego języka migowego – Abbé de L’Épée (nazywany „ojcem głuchych”) i jego następca, Abbé Sicard.
Pierwszym nauczycielem Laurenta Clerca był w Paryżu głuchy od urodzenia 25-letni Jean Massieu (1772–1846), który stał się w przyszłości jego mentorem i przyjacielem na całe życie. Zorganizował on m.in. akcję studentów Instytutu w obronie Abbe Sicarda. Kierownik Instytutu był wówczas więziony jako osoba podejrzana o sympatyzowanie z obalonym królem, Ludwikiem XVI (zob. obalenie monarchii, proces Ludwika XVI) – przewidywano wyrok kary śmierci. Głusi studenci – wśród nich Laurent Clerc – wystąpili przed sądem w jego obronie, co okazało się skuteczne. Sicard został uwolniony.
Clerc był celującym uczniem. Nauczył się rysować i składać teksty w zakładowej drukarni (zob. zecer, zecerstwo), jednak opanowanie mowy – języka słyszących – okazało się dla niego bardzo trudne. Zniechęcił się do tych prób ostatecznie, gdy spotkał się z brutalnością niecierpliwego nauczyciela (Abbe Margaron). W roku 1805 otrzymał stanowisko nauczyciela na okres próbny, a w następnym roku został zatrudniony na stałe z pensją ok. $200.

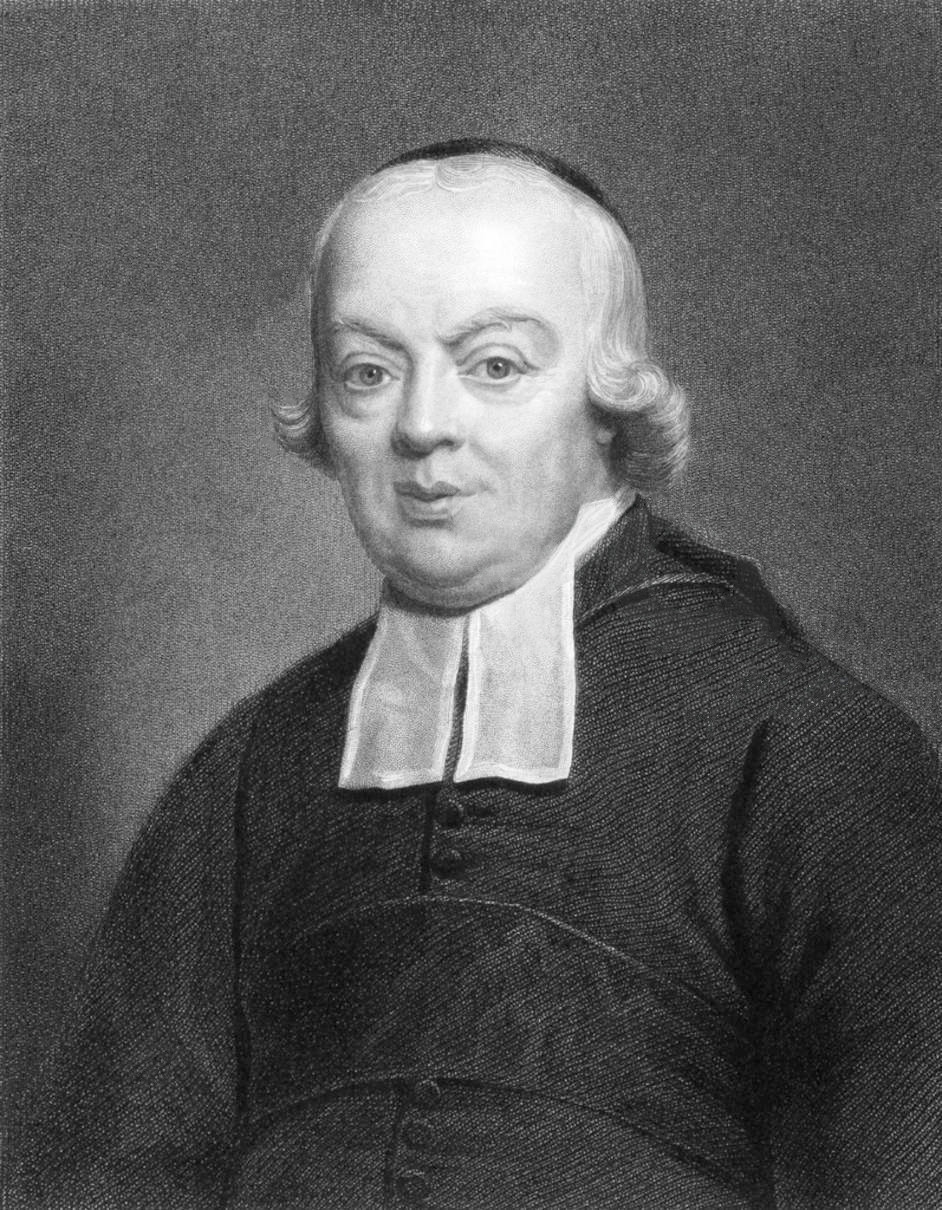
Abbé de L’Épée (1712–1789)
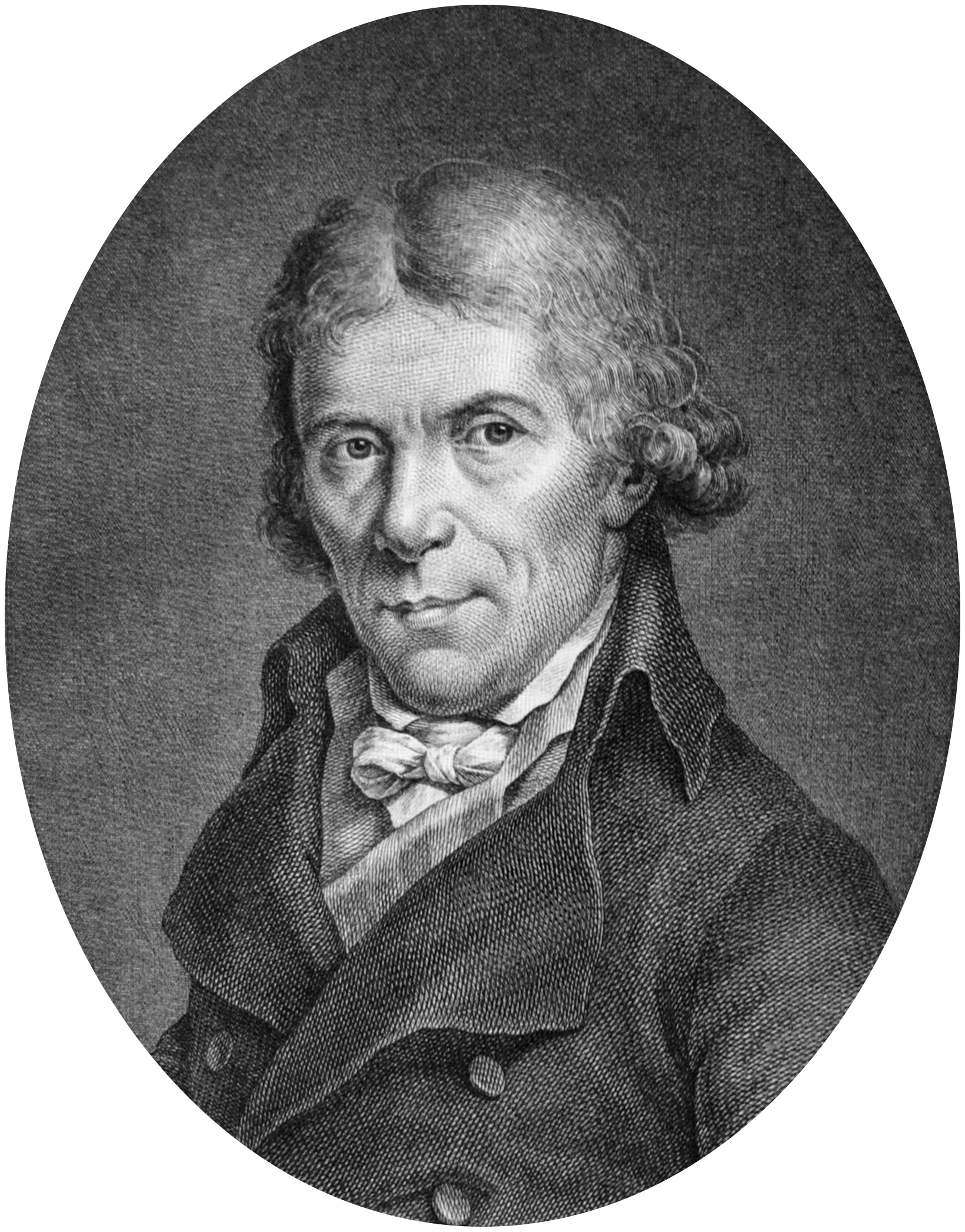
Abbé Sicard (1742–1822)
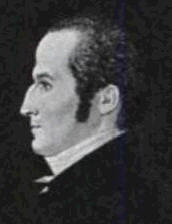
Jean Massieu (1772–1846)
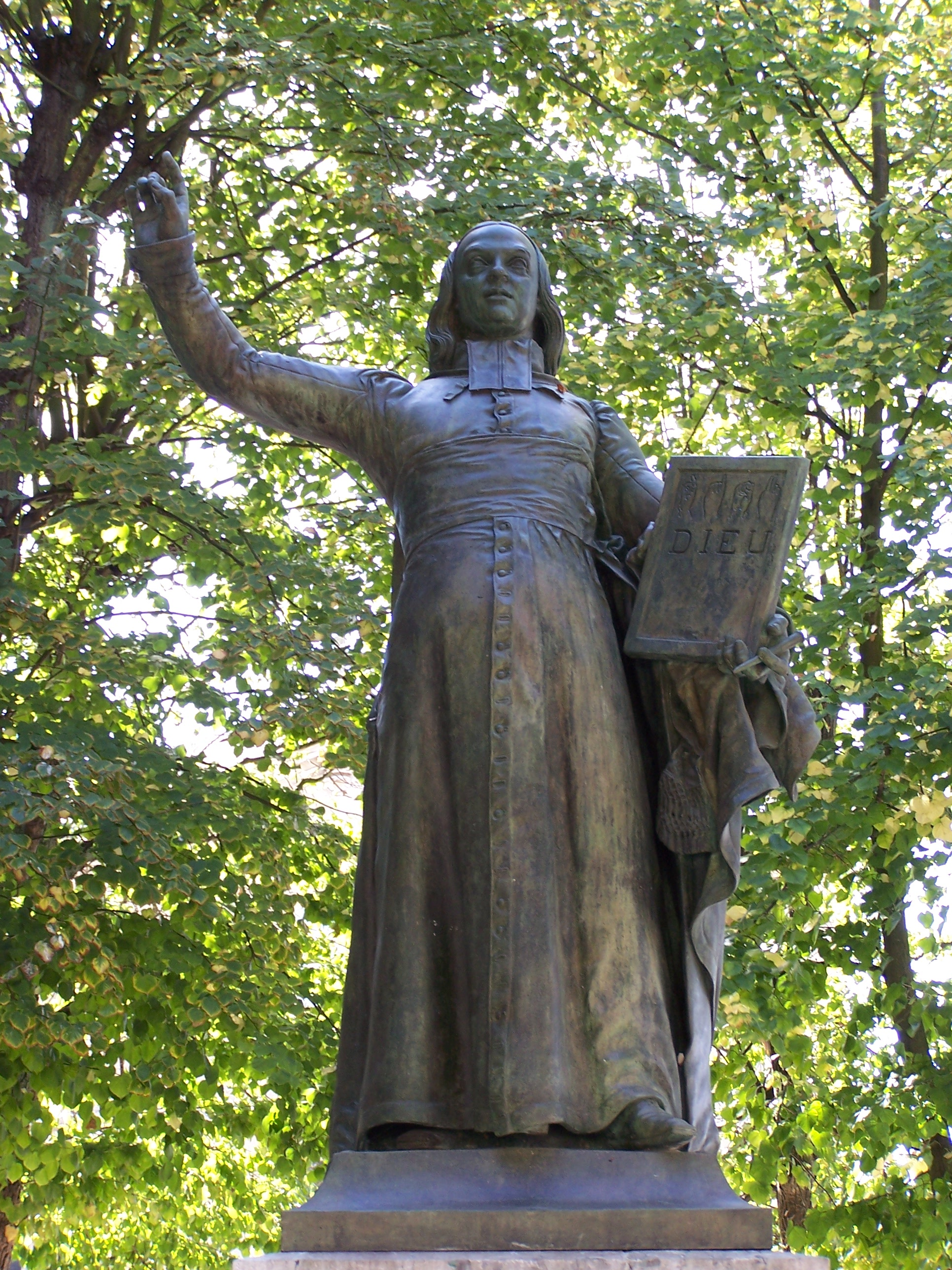
Charles-Michel de l’Epée – pomnik w Wersalu

W marcu 1815 roku, po powrocie Napoleona z Elby (zob. 100 dni Napoleona), Sicard, Massieu i Clerc wyjechali z Paryża do Anglii. Przeprowadzali w Londynie wykłady i demonstracje metod nauczania niesłyszących, opracowanych w instytucie paryskim. 
W lipcu jednym z zainteresowanych słuchaczy był Thomas Hopkins Gallaudet, Amerykanin z Hartford (Connecticut), który przyjechał do Europy, aby poznać możliwości edukacji głuchoniemych. Gallaudet zamierzał założyć w Hartford małą szkołę, aby pomóc głuchoniemej córeczce swoich sąsiadów, Alice Cogswell. Wcześniej czytał w Hartford książkę Sicarda pt. Theorie des Signes i próbował nauczyć Alice porozumiewania się z użyciem obrazków i liter języka migowego. Wraz z ojcem dziewczynki doszedł do wniosku, że powinna uczyć się w specjalnej szkole, kontaktując się z innymi dziećmi.
Sicard, Massieu i Clerc odbyli z Thomasem Gallaudetem liczne prywatne rozmowy oraz zaprosili go do swojego instytutu w Paryżu (wiodącej placówki oświatowej w tej dziedzinie). Clerc był już wówczas 28-letnim głównym asystentem Sicarda. Cieszył się dużym poważaniem nie tylko w Paryżu (ze względów finansowych odrzucił ofertę zatrudnienia w Rosji). Przyjął zaproszenie Gallaudeta do Ameryki, decydując się uczestniczyć w tworzeniu pierwszej w tym kraju szkoły dla niesłyszących. Decyzję podjął wbrew sprzeciwom matki i mimo świadomości, że utrzymanie kontaktu z rodziną będzie trudne. Z tej decyzji nie był też zadowolony Abbe Sicard (zawarł z Gallaudetem umowę dotyczącą „wypożyczenia” Clerca na 3 lata).

## Działalność w Stanach Zjednoczonych

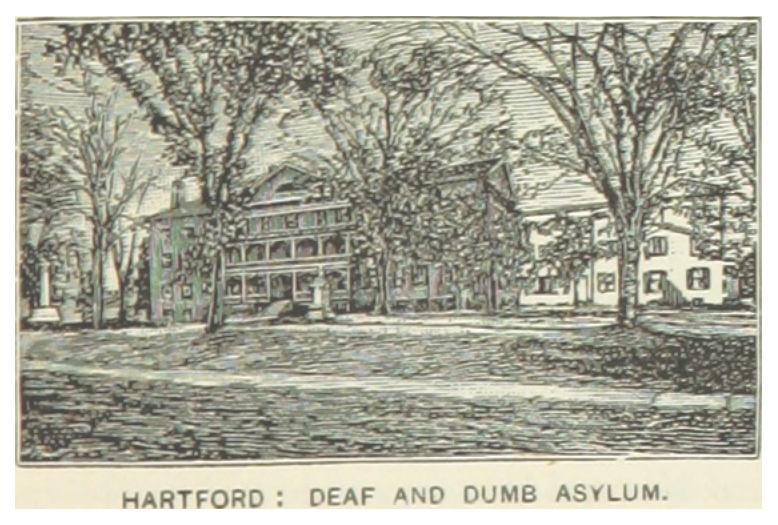
Asylum for the Deaf and Dumb w Hartford (1817)

Clerc i Gallaudet wyruszyli do Ameryki 18 czerwca 1816 roku na statku Mary Augusta. W czasie 52-dniowej oceanicznej podróży Clerc uczył Gallaudeta znaków języka migowego, a sam – z jego pomocą – uczył się języka angielskiego. Korzystał przy tym również ze słownika francusko-angielskiego, napisanego przez Massieu (opublikowanego w roku 1808). W języku angielskim napisał pamiętnik podróży – Diary Of Laurent Clerc's Voyage From France To America In 1816.
22 sierpnia 1816 roku, natychmiast po przybyciu do Hartword, spotkał się z Alice i umocnił się w swoich zamiarach, przekonując się, jak bardzo jest ona głodna wiedzy, a pozbawiona języka. Clerc i Gallaudet (niekiedy również dr Cogswell, ojciec Alice) rozpoczęli starania o uzyskanie społecznego, legislacyjnego i finansowego poparcia dla realizacji ich planu. Organizowali w Bostonie, Nowym Jorku, Filadelfii, New Jersey i innych miejscowościach liczne spotkania informacyjne (październik 1816 – kwiecień 1817), na których demonstrowali metody nauczania m.in. rodzicom dzieci niesłyszących. Zgromadzili ok. 12 tys. dolarów wsparcia społecznego. Dodatkowe 5 tys. dolarów uzyskali decyzją Walnego Zgromadzenia Connecticut (pierwsza w historii dotacja na edukację osób niepełnosprawnych).
Alice Cogswell i sześcioro innych uczniów rozpoczęło naukę 15 kwietnia 1817 roku, w pomieszczeniach wynajętych dla pierwszej w USA szkoły dla niesłyszących, nazwanej początkowo Connecticut Asylum at Hartford for the Instruction of Deaf and Dumb Persons (obecnie American School for the Deaf). Po roku mury szkoły wypełniali uczniowie w wieku od 10 do 51 lat.
W następnych latach Laurent Clerc (wraz z Thomasem Gallaudetem) wytrwale budował finansowe i prawne podstawy działalności. W styczniu 1818 uczestniczył w posiedzeniu Kongresu, obok  przewodniczącego Izby Reprezentantów, którym był wówczas Henry Clay (został dobrze przyjęty przez kongresmenów). Ambasador Francji w Stanach Zjednoczonych, Hyde de Neuville, wprowadził go do Białego Domu. Prezydent James Monroe, który wcześniej brał udział w jednym z pokazów Sicarda, Clerca i Massieu w Londynie, wyraził uznanie dla jego pracy. 
28 maja 1818 roku Gallaudet odczytał przed Kongresem Connecticut pismo Clerca – apel o wsparcie dla publicznej szkoły Connecticut Asylum (było to pierwsze publiczne wystąpienie osoby niesłyszącej przed Kongresem). W latach 1819–1820 kongresmeni uchwalili dotację, przyznając szkole 23 tys. hektarów rządowej ziemi w stanie Alabama, a prezydent Monroe chętnie podpisał akt. Grunt został sprzedany za ok. $300 000, a uzyskane fundusze pozwoliły pokryć koszty budowy budynków szkoły i uruchomienia działalności gospodarczej, ułatwiającej jej funkcjonowanie.
Clerc i Gallaudet wytrwale rozwijali specyficzne metody edukacji głuchoniemych, w tym amerykańską odmianę francuskiego języka migowego (American Sign Language, ASL) i metodę kombinowaną, symultaniczną (zob. tłumaczenie ustne). Zyskali wielu entuzjastycznych naśladowców – otwierano liczne podobne szkoły z internatami, w których rozwijały się społeczności niesłyszących. Następował szybki rozwój ich specyficznej kultury. 
Clerc odszedł na emeryturę w roku 1858, w wieku 73 lat, po 50 latach pracy nauczycielskiej, w tym 41 latach – w Stanach Zjednoczonych. Będąc na emeryturze nadal wspierał przedsięwzięcia w dziedzinie edukacji osób niesłyszących w Stanach Zjednoczonych. W czerwcu 1864 roku (w wieku 79 lat) uczestniczył, jako gość honorowy, w inauguracji National Deaf-Mute College w Waszyngtonie (później Gallaudet College, obecnie Gallaudet University).

## Edukacja niesłyszących w USA po śmierci L. Clerca

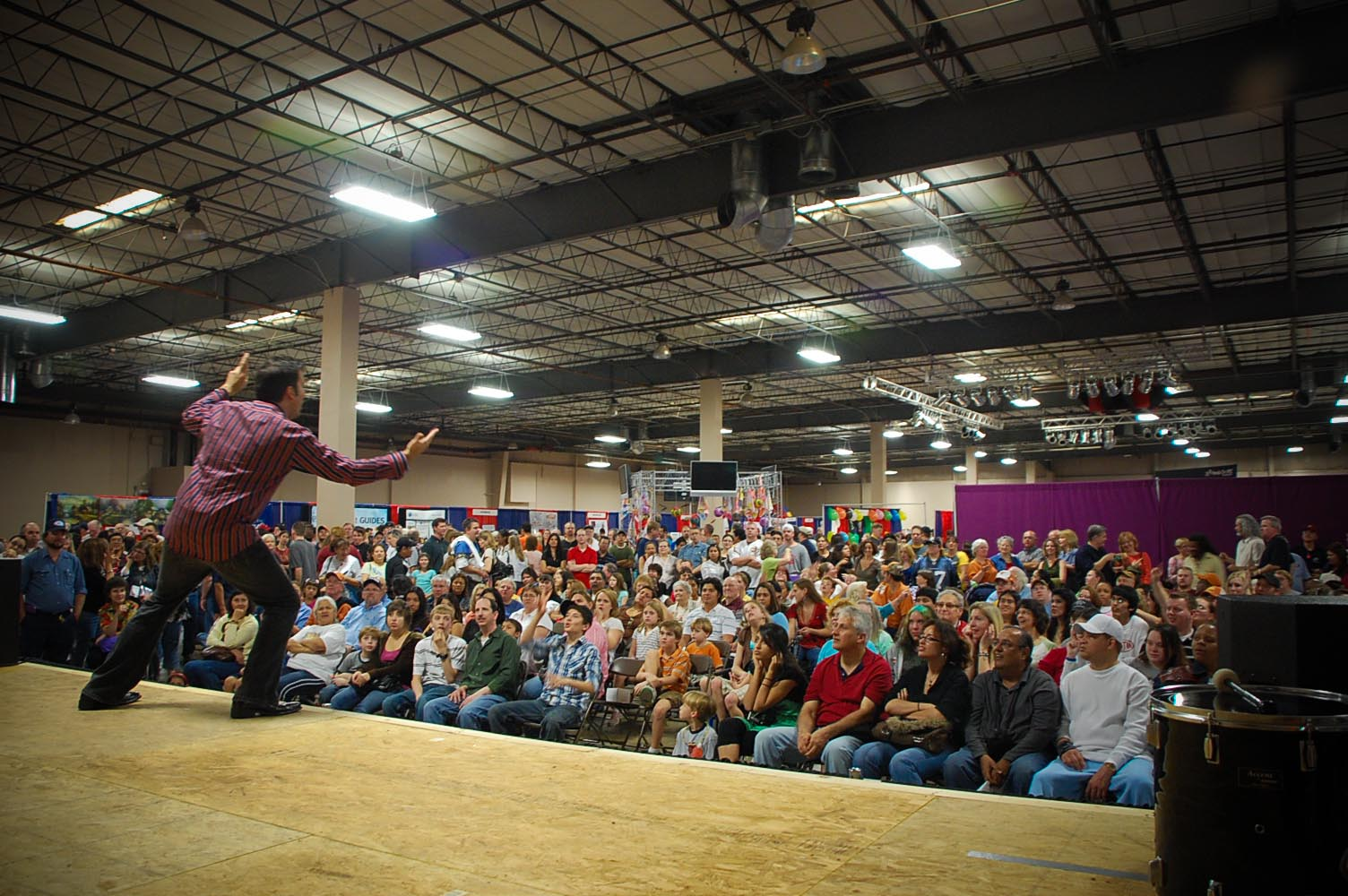
ASL Convention, Austin, 2008

Mimo sukcesów Gallaudet College, kierowanego przez Edwarda Gallaudeta (syna Thomasa) oraz mimo dokonań absolwentów szkoły, stosowane w niej metody nauczania i wychowania (zgodne z koncepcjami Clerca i jego mistrzów) nie zostały zaakceptowane powszechnie. Rozwój tej i podobnych szkół dla niesłyszących napotykał na opór ze strony wpływowych środowisk, skłaniających się do opinii Alexandra Bella, który preferował nauczanie rozumienia mowy (języka ludzi słyszących), m.in. z użyciem wzmacniaczy dźwięku, oraz uczenie wzrokowego czytania z ust osoby mówiącej w określonym lokalnym języku. W roku 1880, w czasie międzynarodowej konferencji w Mediolanie, postanowiono wycofać ze szkół nauczanie oparte na językach migowych. Sprzeciwiała się temu jedynie delegacja amerykańska, w której skład wchodził Edward Gallaudet. Wbrew mediolańskiej deklaracji zdecydował się on utrzymać w Gallaudet College język sign. Uważa się obecnie, że ta decyzja miała fundamentalne znaczenie dla rozwoju edukacji niesłyszących, obserwowanego współcześnie.
W roku 1988 społeczność Gallaudet University odniosła kolejne zwycięstwo w walce o równość praw osób posługujących się językiem migowym i mówionym. W czasie wyborów nowego rektora (kandydowała jedna osoba słysząca i dwie niesłyszące) przewodnicząca komisji wyborczej wypowiedziała się: 

…niesłyszący nie potrafią jeszcze funkcjonować w normalnym społeczeństwie.

Następnego dnia zorganizowano przemarsz ok. tysiąca studentów z kampusu do lokalu komisji, Białego Domu i Kapitolu, a następnie rozpoczął się w kampusie strajk okupacyjny. Na transparentach pojawił się m.in. napisy:
 

Ciągle mamy marzenia. Żądamy pomocy Kongresu.

Laurent Clerc domaga się głuchego rektora. Nie ma go tutaj, ale jest z nami duchem. Poprzyjcie nas

Obserwujący wydarzenia Oliver Sacks usłyszał pytanie jednego z dziennikarzy: Kim, u licha, jest Laurent Clerc?. 
W wyniku siedmiodniowego strajku pierwszym po 124 latach funkcjonowania uczelni niesłyszącym rektorem został King Jordan, dotychczasowy dziekan School of Arts and Sciences

## Życie rodzinne
Laurent Clerc ożenił się 3 maja 1819 roku z Elizą Crocker Boardman, jedną ze swoich wcześniejszych niesłyszących uczennic. Ślub odbył się w domu jej wuja, Benjamina Prescotta. Mieli sześcioro dzieci. Pierwsza córka, Elizabeth Victoria, urodziła się w roku 1819. Dwukrotnie odwiedzał Francję wraz z synami, Francisem (1835) i Charlesem (1846).